# Svenska Designpriset
Svenska Designpriset är ett årligt evenemang där Sveriges bästa visuella kommunikation, grafiska design och grafiska identitet utses. Tävlingen skapade 2005 av formgivaren Dick Ander, och delas varje år ut i form av 22 guldmedaljer och 20 silverdiplom till svenska formgivare. Inledningsvis arrangerades tävlingen av Anders utbildningsföretag Batteri Kommunikation.